# Dystonie oromandibulaire
 Mise en garde médicale
La dystonie oromandibulaire (DOM) est un ensemble de contractions musculaires, involontaires et répétitives, de la bouche, la mâchoire et la langue. Il s'agit donc d'une dystonie focale. 

## Étymologie
Le mot dystonie vient du grec ancien δυς / dus, préfixe marquant une idée de difficulté et τόνος / tonos, tension (d’une corde) et décrit des mouvements anormaux involontaires à la suite de contractions musculaires prolongées et des spasmes.

Le mot « focal » signifie « limité à une partie du corps » donc, dans ce cas, de la tête et du cou incluant le visage, la mâchoire inférieure, la langue et le larynx.

## Clinique
Les spasmes peuvent causer l'ouverture, la fermeture ou des mouvements répétitifs de la bouche avec altération de la parole ou difficulté de la déglutition.
Chez certains patients, les contractions involontaires peuvent impliquer les muscles de l'articulation temporo-mandibulaire ou du muscle latéral du cou (appelé muscle peaucier du cou) avec abaissement du coin de la bouche et de la lèvre inférieure. 
La dystonie est habituellement idiopathique (DOM primaire), mais dans certains cas, elle peut survenir après un traumatisme facial (DOM secondaire) notamment des actes de chirurgie dentaire.
Associée à un blépharospasme, une dystonie oromandibulaire donne le syndrome de Meige.